# 佛罗里达州立大学
佛羅里達州立大學（簡稱 FSU）是美國一所公立研究型大學，其主校區位於佛罗里达州首府塔拉哈西市，佔地489英畝(2.0平方公里)。它成立於1851年，是佛羅里達州最早創立的高等教育機構，也是佛羅里達州立大學系統的早期成員學校。
佛羅里達州立大學有來自全美50個州和130多個國家和地區的44,308名學生和6,700多位教職員工(2024年)。教授中有6位諾貝爾獎得主及22名美國國家科學院院士。根據《美國新聞與世界報導》的排名，佛羅里達州立大學在2024年被列為最佳公立大學第23位，全美最佳大學第54位，全球排名約為一百多名。
佛羅里達州立大學被卡內基教學促進基金會歸類為最高的「R1 : 博士類大學 - 研究活動非常活躍」。 根據 2023 年國家科學基金會的數據，佛羅里達州立大學2023年的研發（R&D）支出為4.14億美元，在 890 所評估機構中排名第 79 位。 該大學的年度預算超過30億美元，每年的經濟影響超過155億美元 。該大學由16個獨立學院和110多個系所、研究中心和實驗室所組成，提供超過360個學位和專業學位課程。校內設有全佛州唯一的國家實驗室-美國國家超強磁場實驗室，它也是商業上著名的抗癌藥物紫杉醇的發源地。佛羅里達州立大學還經營著John＆Mable Ringling藝術博物館、佛羅里達州立美術館和全國最大的大學綜合博物館。
FSU的運動代表隊以其塞米諾爾人的綽號而聞名，是大西洋沿岸聯盟會員。在他們超過一百年的歷史中，佛羅里達州立大學的運動代表隊共贏得了20個全國運動冠軍，其運動員共贏得了78個NCAA個人全國冠軍。

## 校園
佛羅里達州立大學所在的城市塔拉哈西是佛羅里達州的首府, 距離墨西哥灣約40公里。 佛羅里達州立大學總校園共超過1,600英畝（6平方公里），其中塔拉哈西市主校區佔地489英畝（2.0平方公里），總建築物面積超過14,800,000平方英尺（1,375,000平方米）。主校區西邊是體育場大道，北邊是田納西大街（美國90號公路），東邊是馬科姆街，南邊是蓋恩斯街。 Westcott 大樓位於 College Avenue 和 S. Copeland Street 的交匯處，可能是學校最突出的建築。 Westcott 位於佛羅里達州最古老的高等教育場所，是 Ruby Diamond Auditorium 的所在地，也是該大學的首要表演場所。 校園的原始圖書館 Dodd Hall 在美國建築師協會佛羅里達州建築名單上排名第10位。此外，佛羅里達州立大學在巴拿馬市還有一個分校區。

## 歷史

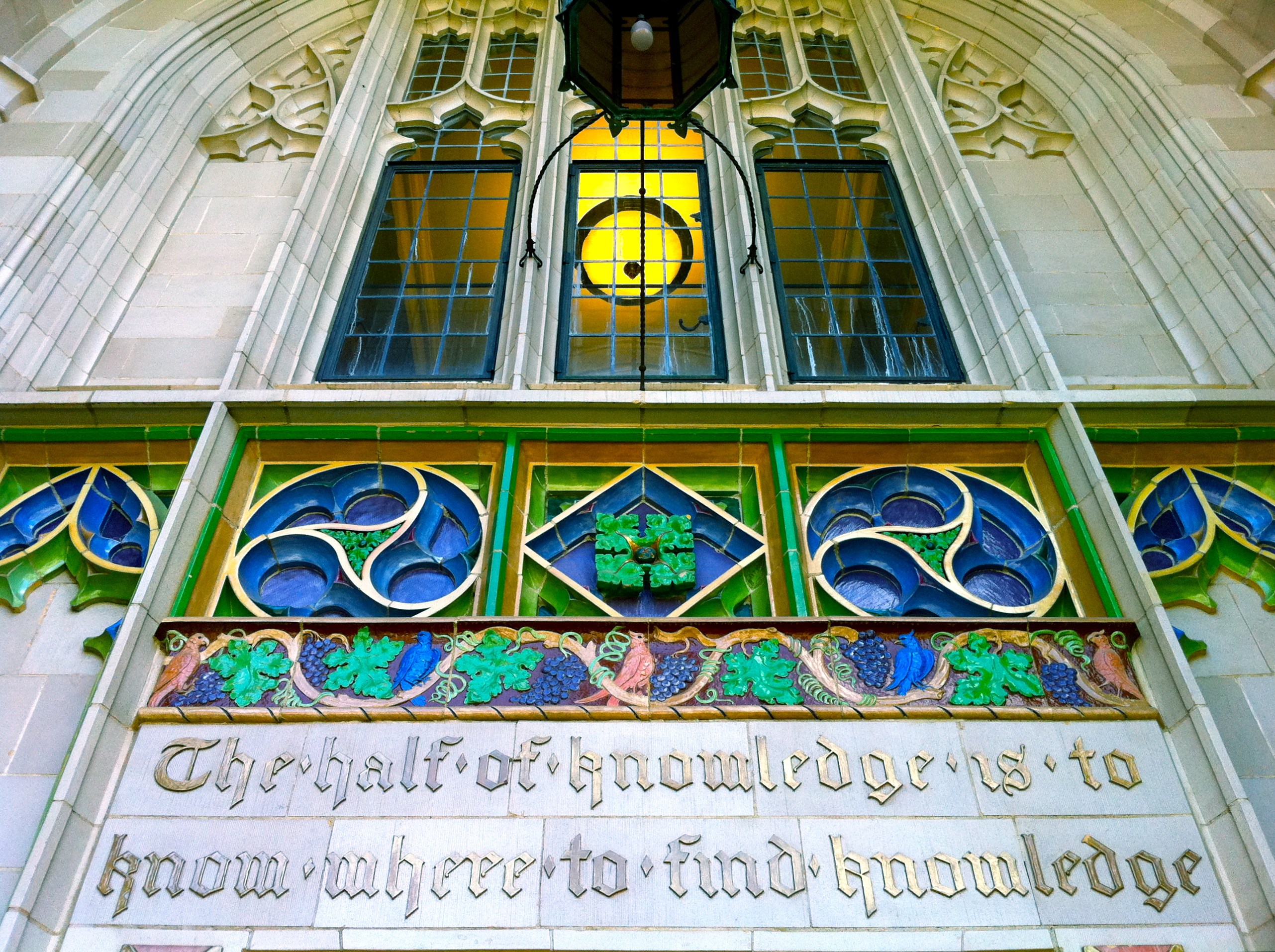
原圖書館Dodd Hall大門

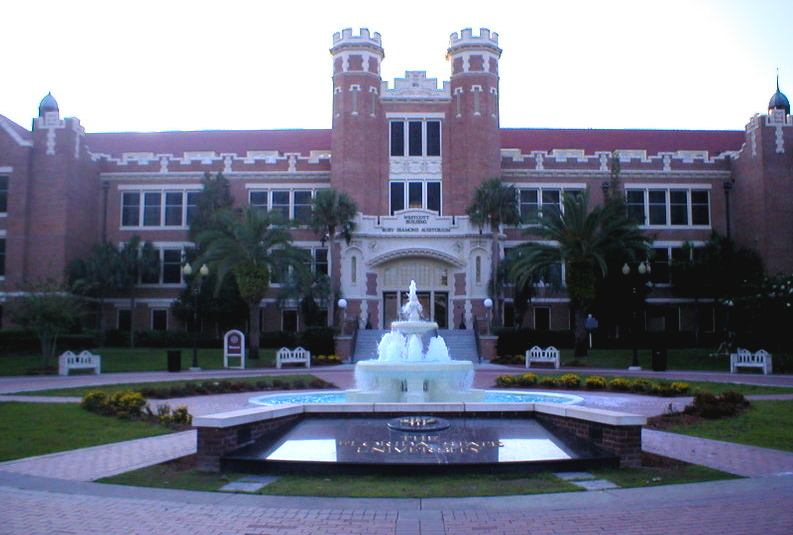
Westcott Building (校長及行政辦公室)

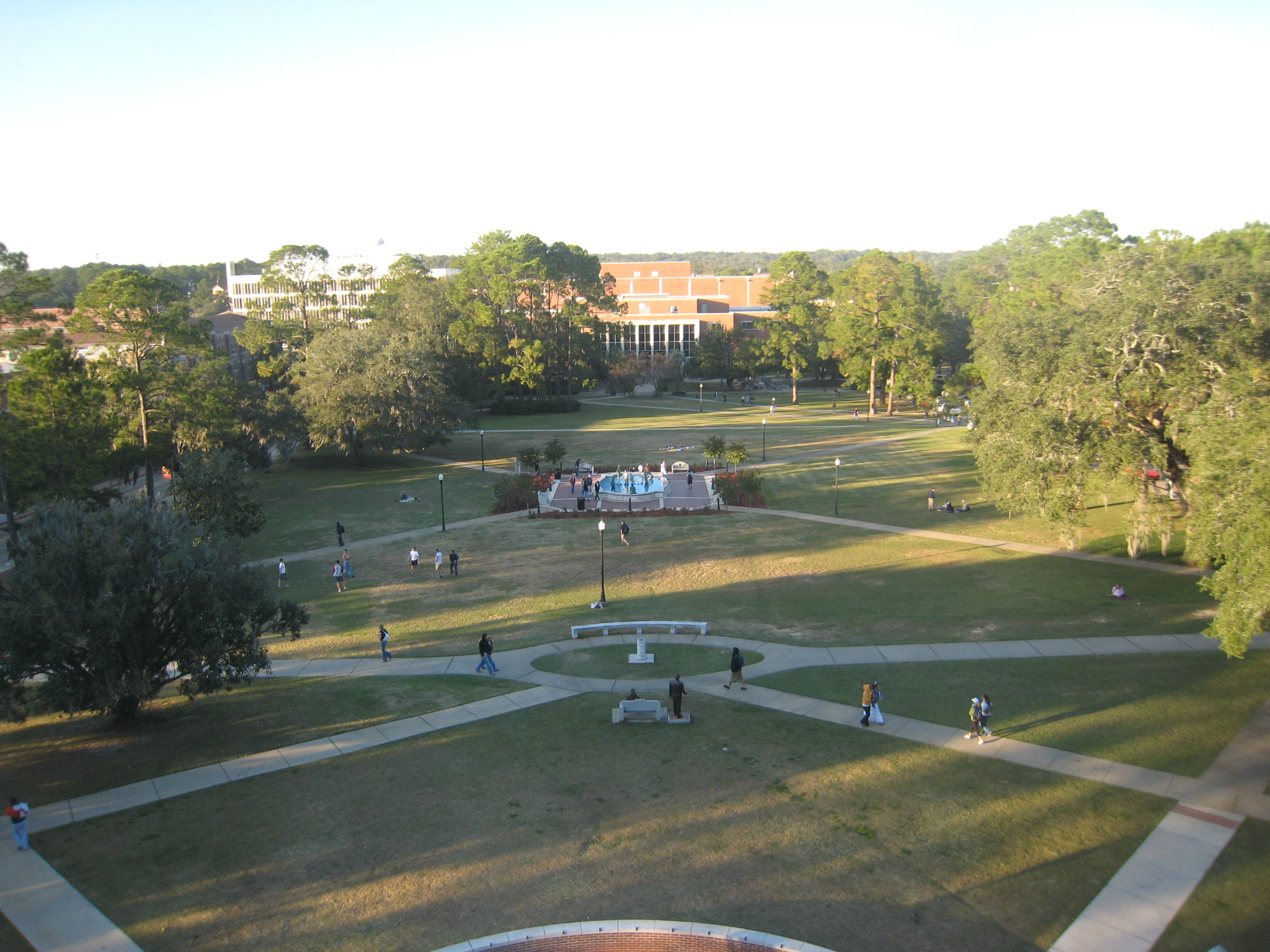
Strozier 圖書館 / 蘭迪斯綠地 (Landis Green)

### 早期歷史
根據1851年1月24日的法案，佛羅里達州立法規定在蘇瓦尼河西岸建立一個高等學習機構。到了1854年，塔拉哈西市建立了一所名為佛羅里達學院（Florida Institute）的男子學校，原本希望可以成為一所神學院。1856年，塔拉哈西市市長弗朗西斯·埃普斯再次向立法機構提供神學院的土地和建築。塔拉哈西神學院的議案通過了兩院，並於1857年1月1日由總督簽署。1857年2月7日，蘇瓦尼河河以西國家神學院教育委員會第一次會議舉行，該機構開始向男學生提供專上教育。Francis Eppes 擔任神學院教育委員會主席八年。1858年，神學院吸收了塔拉哈西女子學院（成立於1843年），並成為男女同校。

### 內戰與重建
1860年至1861年，立法機關在學校開始正式的軍事訓練，並修訂了1851年的原始法規。在內戰期間，神學院成為佛羅里達州軍事學院。學校的入學人數增加到大約250名學生，學校自認為是該州最大、最受尊敬的軍事教育機構。後來學院的學生於1865年在「自然橋戰役」中擊敗了北方聯軍部隊，使塔拉哈西成為密西西比河以東唯一没被北方聯軍佔領的南方軍首府。這些學生是由弗吉尼亞軍事學院的畢業生瓦倫丁·梅森·約翰遜培訓，他是數學教授和學院的主要管理人員。南方聯邦軍隊倒台後，校園建築被北方聯軍隊佔領了大約四個月，而西佛羅里達神學院也恢復了原來的教學目的。後來為了表彰學員們在自然橋戰役中的英勇表现，佛羅里達州立大學的 ROTC 軍校學員隊伍使用了帶有“自然橋1865”（NATURAL BRIDGE 1865）字樣的軍旗。FSU 陸軍 ROTC 是美國僅有的四個大學軍事單位之一，允許使用這樣的三角旗。

### 第一所州立大學
1883年，西佛羅里達神學院由教育委員會改為佛羅里達大學文學院。1885年通過的法案賦予該機構佛羅里達大學（University of Florida）的稱號。根據新的大學章程，神學院成為該機構的文學院，並且包含幾個不同學科的“學校”或部門。然而，在新的大學協會中，神學院的“獨立憲章和特殊組織”得以維持。佛羅里達大學還成立了塔拉哈西醫學和外科學院，並承認將在以後建立另外三所學院。佛羅里達州立法機構在1885年春季以“佛羅里達大學”為標題認可該大學，但沒有提供額外的資助或支持。沒有立法支持，大學項目就會陷入困境。該機構從未承擔過“大學”稱號，當醫學院在那年晚些時候搬遷到傑克遜維爾 (Jacksonville) 時，該協會解散了。
然而，西佛羅里達神學院（它仍然被普遍稱呼為此名）繼續擴大和繁榮。它將注意力轉向現代式的高等教育，1884年授予第一個文憑，並於1897年成為佛羅里達州第一所文科學院。到1891年，研究所開始關注現代高等教育；那一年授予了七個文學學士學位。
1901年，它成為佛羅里達州大學，這是一個為期四年的機構，分為四個部門：學院、教師學院、音樂學院和學術院。佛羅里達州立大學有權授予藝術碩士學位，並於1902年提供第一個碩士學位。那一年，學生團體編號為252名男女，並提供古典、文學和科學研究的學位。1903年，第一所大學圖書館開始運作。

#### 巴克曼法案 - 佛羅里達州女子學院
1905年，佛羅里達州立法機構通過了巴克曼法案，將佛羅里達州的大學系統重組為： 白人男子學校「佛羅里達州大學」（University of the State of Florida，就是今日的佛羅里達大學-University of Florida）、白人女子學校「佛羅里達州女子學院」（Florida State College for Women，就是今日的佛羅里達州立大學-Florida State University）和一所非裔美國人學校「州立師範大學和有色人種學院」（State Normal and Industrial College for Colored Students）。巴克曼法案引起了爭議，因為它將歷史悠久的男女同校公立學校的特徵改變為女子學校。到1933年，佛羅里達州女子學院已發展成為美國第三大女子學院，並且是南部第一所獲得 Phi Beta Kappa 分會的州立女子學院。直到1911年，佛羅里達州女子學院都是佛羅里達州所有大學中最大的大學。

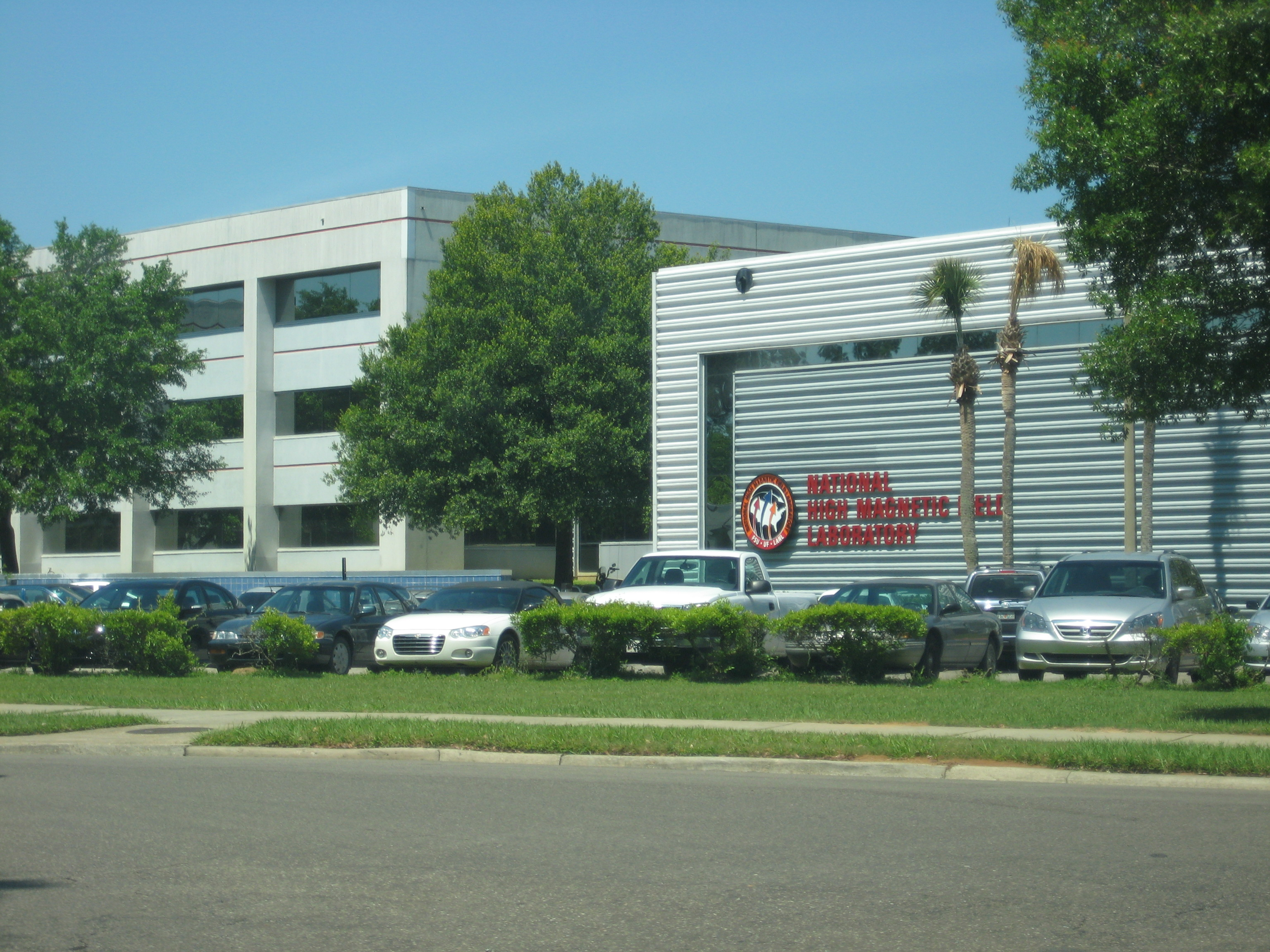
美國國家超高磁場實驗室(National High Magnetic Field Laboratory)

### "佛羅里達州立大學"
第二次世界大戰後的退伍軍人利用比爾法案（G.I. Bill）進入州立大學系統，因此佛羅里達州女子學院校園開放給退伍軍人加入, 但男學生使用「佛羅里達大學塔拉哈西分校」（Tallahassee Branch of the University of Florida）的名稱。到1947年，佛羅里達州議會將「佛羅里達州女子學院」改成男女同校，並將其命名為佛羅里達州立大學（Florida State University）。早期 FSU 西校區的土地和軍營以及其機場的地區後來改成為今日的塔拉哈西社區學院（Tallahassee Community College）。 二次世界戰後為 FSU 帶來了快速的成長和發展，因而增加了許多部門和學院，包括商業、新聞（1959年停課）、圖書館學、護理和社會福利。Strozier 圖書館、Tully 體育館以及商學院大樓也在此時建成。

### 21 世紀
佛羅里達州立大學醫學院成立於2000年6月。它於2002年10月17日獲得醫學教育聯絡委員會的臨時認證，並於2005年2月3日獲得全面認證。位於醫學院附近的金恩生物科學大樓於2008年6月完工，將所有生物科學系所納在同一屋簷下。
繼佛羅里達州議會於2013年制定績效標準後，佛羅里達州州長里克斯科特和佛羅里達州議會將「佛羅里達州立大學」和「佛羅里達大學」指定為佛羅里達州立大學系統中的兩所“卓越大學”。佛羅里達州新的卓越大學地位要求增加州議會承諾增加7,500萬美元預算，從2013-2018年每年分配1,500萬美元。
佛羅里達州立大學在2019年成為全美排名第18位的公立研究型大學，其中至少有三分之一的博士課程在全國排名前15位。該大學擁有超過1,600英畝（6.4平方公里）的土地，是美國國家超高磁場實驗室和其他先進研究設施的所在地。 該大學繼續以佛羅里達州研究生研究領導者的身份發展。 該大學的其他里程碑包括第一台 ETA10-G / 8 超級計算機，在1989年能夠達到10.8 GFLOPS，當時它超越了位於勞倫斯利弗莫爾的Cray-2/8的現有速度記錄。它也開發出商業上著名的抗癌藥物紫杉醇(Taxol)。

## 學生
2023年秋季, 佛羅里達州立大學的學生人數為43,701人，來自130多個國家和50個州。 女性與男性的比例為55:45，22％是研究生和專業學生。專業學位課程包括法律、醫學、工商管理、社會工作和護理。少數民族人口占學生總數的28.8％，非裔美國人佔8.3％，西班牙裔佔17.7％，美洲原住民佔0.2％，亞裔美國人或太平洋島民佔2.6％。
2020年，共有2,744名國際學生就讀於佛羅里達州立大學 (佔總學生人數 6.5％)。其中前5名為：中國（18.3％）、巴拿馬(11％)、印度（5.9％）、韓國（5％）、哥倫比亞（3.2％) 。

## 學校排名
根據《美國新聞與世界報導》（US News）2022年發布的大學排名，佛羅里達州立大學位居全美最佳公立大學第19位，美國國家級大學第55位。其中的兒童和青少年研究全美第5位、犯罪學第7位、圖書館學第11位、圖書館和信息研究第13位、城市管理和城市政策第8位、公共事務第19位、公共管理行政第17位、公共政策分析第21位、公共財政和預算編制第23位、語言病理學第28位、臨床心理學第36位、社會工作第38位、統計學第39位、社會學第39位、政治學第40位、物理學第44位、化學第49位、心理學第60位、經濟學第64位、美術第69位、數學第73位、地球科學第77位、計算機科學第82位、英語第82位、歷史第92位、生物科學第93位。

## 學院和學術部門

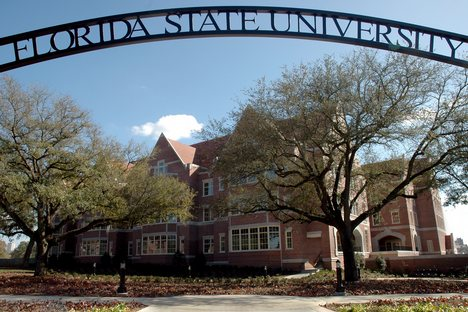
醫學院

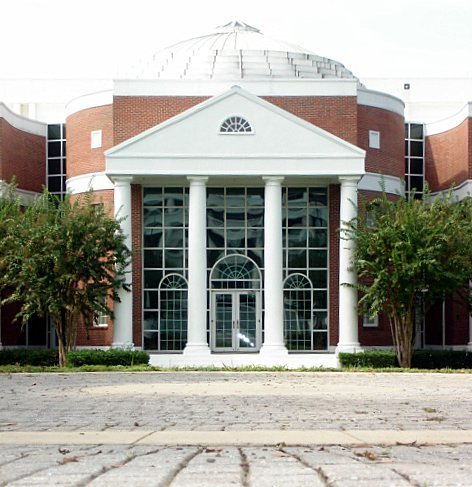
法學院

佛羅里達州立大學分為16個學院和110多個系所、中心和實驗室，提供129個以上的本科專業和231個研究生學位。各學院成立年份如下：
- 1901年-藝術與科學學院
- 1901年-人文科學學院
- 1901年-教育學院
- 1901年-音樂學院
- 1928年-社會工作學院
- 1930年-舞蹈學院
- 1943年-美術學院
- 1947年-傳播與資訊學院
- 1947年-公共行政與政策學院
- 1947年-戴夫曼酒店管理學院
- 1950年-商學院
- 1950年-護理學院
- 1966年-法學院
- 1973年-社會科學與公共政策學院
- 1973年-劇院學院
- 1974年-犯罪學和刑事司法學院
- 1983年-工程學院
- 1989年-電影藝術學院
- 2000年-醫學院
- 2009年-傳播學院
- 2009年-傳播科學與疾病學院
- 2017年-吉姆莫蘭創業學院
- 2017年-醫師助理學院

## 體育

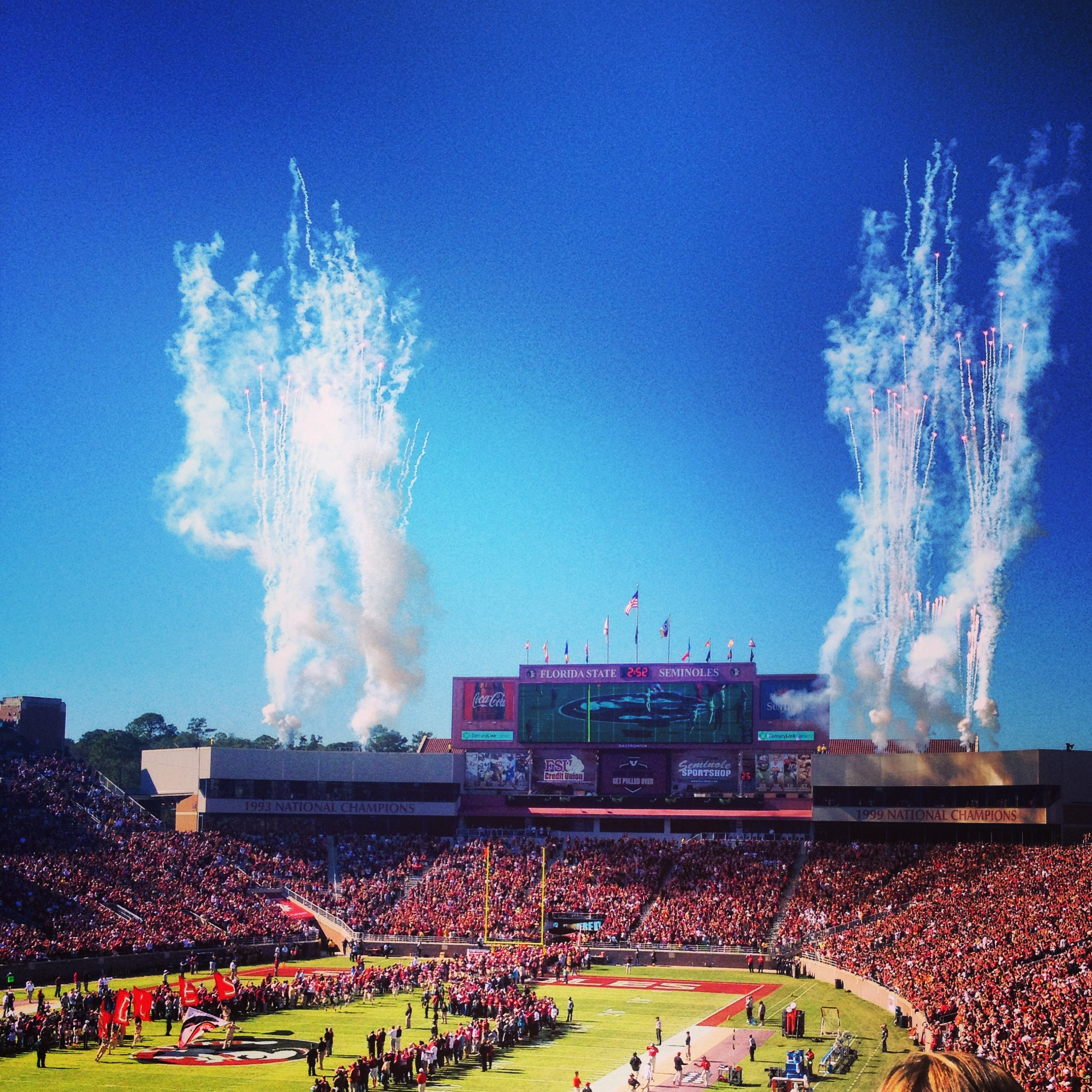
Doak Campbell Stadium (美式足球場)

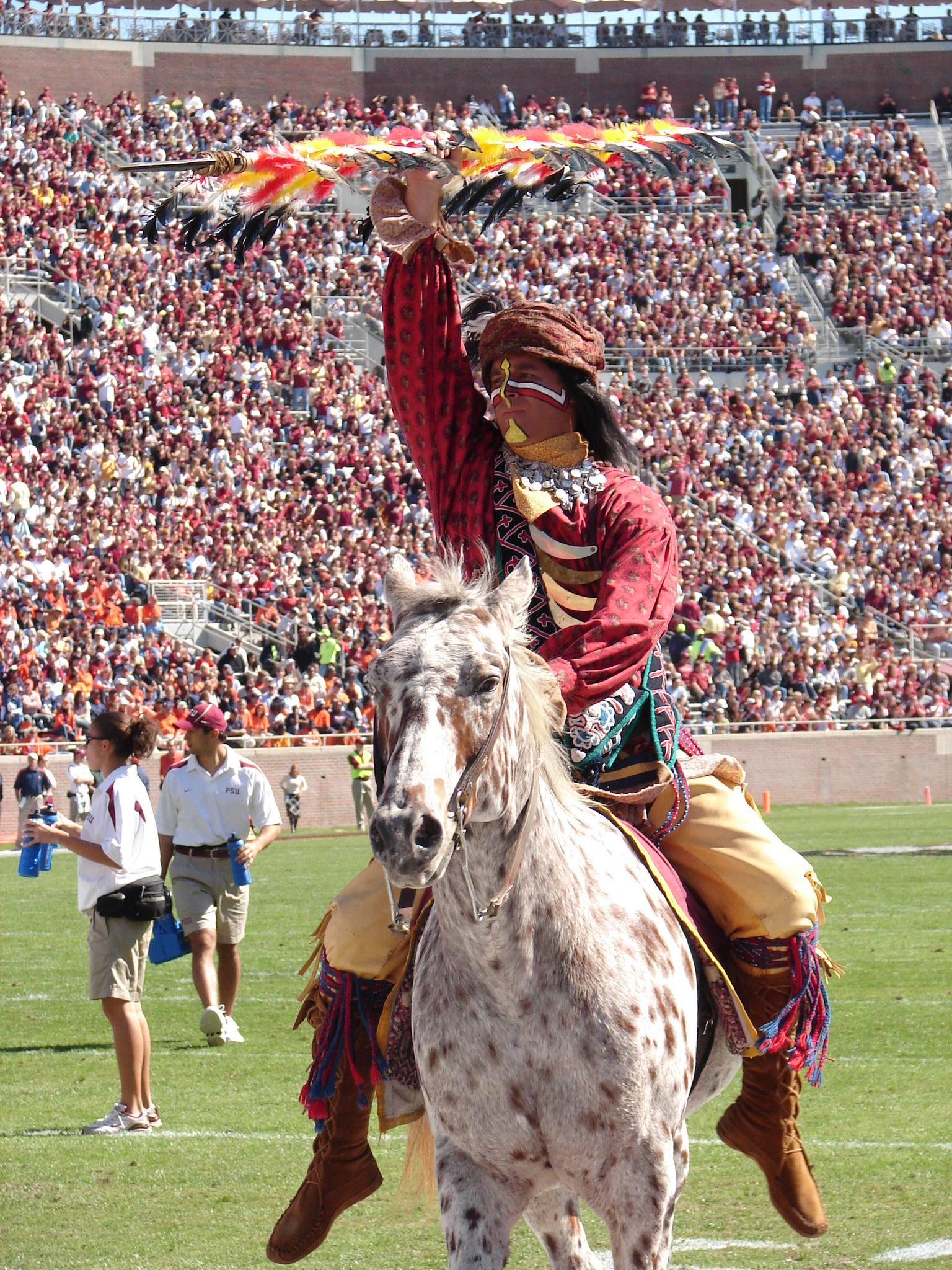
Chief Osceola (Osceola 酋長)

FSU 的校際運動隊伍以其「塞米諾爾人」的綽號而聞名，它屬於全國大學體育協會（NCAA）第一級體育競技聯盟, 也是大西洋沿岸聯盟（ACC）會員。男子項目包括棒球、籃球、越野跑、美式足球、高爾夫、游泳、網球和田徑。女子項目包括籃球、越野跑、高爾夫、足球、壘球、游泳、網球、田徑和排球。FSU 的 Intercollegiate Club 體育項目包括保齡球、船員、橄欖球、足球和長曲棍球。Harkins Field 是一個人造草坪場，是長曲棍球隊的主場，同時也是音樂學院和足球隊的行進酋長隊的練習場。
在 FSU 的主校區內有三個主要的體育場和競技場：美式足球場的 Doak Campbell 體育場（容量80,000人）、男子棒球場的 Dick Howser 體育場（容量6,700人）以及男女籃球的 Donald L. Tucker 體育中心（容量12,500人）。Mike Long Track 是全國冠軍男子戶外田徑隊的主場。史拜徹網球中心的唐納德·洛克斯球場是 FSU 網球隊的主場。根據當時校長指示，該建築群的名字是為了紀念中尉指揮官邁克爾·斯科特·史拜徹，他是佛羅里達州立大學的畢業生，也是沙漠風暴行動中的第一位美國傷亡者。塞米諾爾足球中心是女子足球的發源地。它通常擁有1,600人的容量，但某些比賽觀眾會超過4,500人。FSU 女子壘球隊在 Seminole 壘球場打球；這個球場的名字是 JoAnne Graf，這是壘球史上最有名的教練。
佛羅里達州立大學（FSU）運動比賽的傳統宿敵包括美式足球的佛羅里達大學（UF）鱷魚隊、邁阿密大學（UM）颶風隊、克萊門森大學老虎隊, 和弗吉尼亞大學（UVA）騎士隊。其他一些體育項目傳統宿敵，包括棒球隊的喬治亞理工學院（GT）大黃蜂隊和籃球隊的杜克大學藍魔鬼隊。
佛羅里達州立大學的運動隊伍共贏得了20個 NCAA 全國運動冠軍，其運動員共贏得了78個 NCAA 個人全國冠軍。

## 傑出教職員
- 哈羅德·克羅托：獲1996諾貝爾化學獎
- 詹姆斯·M·布坎南：獲1986諾貝爾經濟學獎
- 約翰·施里弗：獲1972年諾貝爾物理學獎
- 羅伯特·桑德森·馬利肯：獲1966年諾貝爾化學獎
- 康拉德·布洛赫：獲1964年諾貝爾醫學獎
- 保羅·狄拉克：獲1933年諾貝爾物理學獎

## 杰出校友
- 費·唐娜薇：美國好萊塢電影演員
- 畢·雷諾斯：美國好萊塢電影演員
- 魯賓·艾斯丘：前佛羅里達州州長，佛羅里達州參議院議員，美國貿易代表，前美國總統候選人
- 查理·克里斯特：前佛羅里達州州長
- 拉里·霍甘：馬里蘭州州長
- 诺曼·萨加德：美国航天员
- 伯特·雷诺兹：美国演员
- 丽塔·考里奇：美国歌手
- 吉姆·莫里森：美国歌手
- 艾伦·鲍尔：美国导演、编剧
- 巴里·杰金斯：美国电影导演
- 杰森·阿尔特米尔：美国国会议员
- 梅尔·马丁内斯：美国政治人物
- 柯瑞斯·迪馬可：美國職業高爾夫球選手
- 保羅·艾辛格：美國職業高爾夫球選手
- 王執明：中華民國考試委員
- 蕭瑞徵：中華民國立法委員
- 戴夫·考文斯：美國NBA籃球運動員
- 莎朗·L·萊希特：《富爸爸·窮爸爸》一書的作者之一。
- 金依萌：华语第一个票房过亿女导演

## 外部連結
- 佛罗里达州立大学官方網站（页面存档备份，存于） （英文）